# ŽKK RMU Banovići
ŽKK RMU Banovići is een professionele damesbasketbalclub uit Banovići, Bosnië en Herzegovina. De club werd oorspronkelijk opgericht in 1974 en in 1996 officieel herregistreerd. Het team komt uit in het Bosnische vrouwenbasketbalkampioenschap, de hoogste afdeling van het damesbasketbal in het land. ŽKK RMU Banovići speelt haar thuiswedstrijden in het Sport- en Cultuurcentrum (SKC) Banovići, een lokale overdekte arena die dienstdoet als thuishaven voor zowel nationale competities als regionale toernooien.
De club heeft de afgelopen jaren aanzienlijke successen geboekt en is uitgegroeid tot een van de beste damesbasketbalteams van het land. Tot de meest opvallende prestaties behoren drie nationale kampioenstitels en twee overwinningen in de Beker van Bosnië en Herzegovina. Een historisch hoogtepunt vond plaats in het seizoen 2017-2018, toen het team ongeslagen bleef en zowel de nationale competitie als de beker wist te winnen. Deze prestatie leverde de club in 2018 de titel Sportclub van het Jaar in Bosnië en Herzegovina op.
ŽKK RMU Banovići heeft ook deelgenomen aan de Adriatische Liga (WABA), waarin het uitkwam tegen topteams uit de regio, waaronder clubs uit Servië, Montenegro, Slovenië en Kroatië. De club bereikte de SuperLeague-fase van de WABA League in het seizoen 2021-2022 en nam recentelijk deel aan de eerste editie van de WABA League 2 in het seizoen 2024-2025.
De club wordt gesponsord door Meridianbet, dat sinds 2022 als officiële partner aan ŽKK RMU Banovići verbonden is.

## Erelijst
Kampioenschap van Bosnië en Herzegovina
- kampioen (3): 2017-18, 2018-19, 2019-20
- tweede plaats (1): 2015-16

Beker van Bosnië en Herzegovina
- kampioen (2):2018, 2020
- tweede plaats (1): 2023

## Seizoensstand
| - 2005-06: 5e - 2006-07: 7e - 2007-08: 7e - 2008-09: 8e | - 2009-10: 7e - 2010-11: 8e - 2011-12: 8e - 2012-13: 9e | - 2013-14: 10e - 2014-15: 9e - 2015-16: Tweede plaats - 2016-17: ? | - 2017-18: Kampioen - 2018-19: Kampioen - 2019-20: Kampioen - 2020-21: ? | - 2021-22: 3e - 2022-23: ? - 2023-24: 7e - 2024-25: 6e |

## Bekende (oud-)spelers
| - Merjema Bučuk - Marica Gajić - Ajla Ikanović - Dženita Ikanović - Elma Mujezinović - Melika Mujkić - Danira Musić - Maida Rahmanović-Lačić - Leona Simić | - Irena Vrančić - Dragana Zubac - Nikolina Zubac - Iolanda Cossa - Milena Vujačić - Andželika Mitrašinoviḱ - Milica Dragičević - Latinka Dušanić - Žaklina Janković | - Jelena Jozić - Ivana Marković - Čarna Prokić - Marina Ristić - Maja Šćekić - Eden Billups-Campbell - Destiny Bohanon - Quin Byrd - Aaliyah Dunham | - Alexxus Gilbert - Caitlin Jenkins - Hailey Jordan - Halie Matthews - Antoinette Thompson - Nadia Thorman-McKey - Brianna Wilson - Taylor Jones |